# James Juvenal
James Benner "Jim" Juvenal (ur. 12 stycznia 1874 w Filadelfii, zm. 1 września 1942 tamże) – amerykański wioślarz, dwukrotny medalista olimpijski.
Wystąpił na igrzyskach olimpijskich w Paryżu w 1900, gdzie amerykańska osada Vesper Boat Club w składzie: William Carr, Harry DeBaecke, John Exley, John Geiger, Edwin Hedley, James Juvenal, Roscoe Lockwood, Edward Marsh i Louis Abell (sternik) zdobyła złoty medal w ósemkach ze sternikiem. Srebrnych medalistów, Belgów z Royal Club Nautique de Gand, Amerykanie wyprzedzili o 6 sekund. Na rozgrywanych cztery lata później igrzyskach olimpijskich w Saint Louis wywalczył srebrny medal w jedynkach. Złoty medalista, Frank Greer, wyprzedził go o dwie długości łódki.
Po kończeniu studiów na Instytucie Drexela pracował w spółce Philadelphia Electric. Był także trenerem wioślarstwa, prowadził między innymi reprezentację Kuby.